# Örmény labdarúgó-válogatott
Az örmény labdarúgó-válogatott – becenevén Ararát – Örményország nemzeti csapata, amelyet az örmény labdarúgó-szövetség (örményül: Հայաստանի ֆուտբոլի ֆեդերացիա, magyar átírásban: Hajasztani fovtboli federacia) irányít.
A Szovjetunió 1992-es felbomlása után önálló válogatottként eddig még nem jutott ki sem a labdarúgó-világbajnokságra, sem pedig a labdarúgó-Európa-bajnokságra.

## Nemzetközi eredmények

### Világbajnokság
| Világbajnokság | Világbajnokság            | Világbajnokság            | Világbajnokság            | Világbajnokság            | Világbajnokság            | Világbajnokság            | Világbajnokság            | Világbajnokság            | Világbajnokság            | Selejtezők                | Selejtezők                | Selejtezők                | Selejtezők                | Selejtezők                | Selejtezők                | Selejtezők                |
| Év             | Eredmény                  | H.                        | M                         | Gy                        | D                         | V                         | G+                        | G–                        | Keret                     | H.                        | M                         | Gy                        | D                         | V                         | G+                        | G–                        |
| -------------- | ------------------------- | ------------------------- | ------------------------- | ------------------------- | ------------------------- | ------------------------- | ------------------------- | ------------------------- | ------------------------- | ------------------------- | ------------------------- | ------------------------- | ------------------------- | ------------------------- | ------------------------- | ------------------------- |
| 1930–1990      | A Szovjetunió része volt. | A Szovjetunió része volt. | A Szovjetunió része volt. | A Szovjetunió része volt. | A Szovjetunió része volt. | A Szovjetunió része volt. | A Szovjetunió része volt. | A Szovjetunió része volt. | A Szovjetunió része volt. | A Szovjetunió része volt. | A Szovjetunió része volt. | A Szovjetunió része volt. | A Szovjetunió része volt. | A Szovjetunió része volt. | A Szovjetunió része volt. | A Szovjetunió része volt. |
| 1994           | nem indult                | nem indult                | nem indult                | nem indult                | nem indult                | nem indult                | nem indult                | nem indult                | nem indult                | nem indult                | nem indult                | nem indult                | nem indult                | nem indult                | nem indult                | nem indult                |
| 1998           | nem jutott ki             | nem jutott ki             | nem jutott ki             | nem jutott ki             | nem jutott ki             | nem jutott ki             | nem jutott ki             | nem jutott ki             | nem jutott ki             | 4.                        | 10                        | 1                         | 5                         | 4                         | 8                         | 17                        |
| 2002           | nem jutott ki             | nem jutott ki             | nem jutott ki             | nem jutott ki             | nem jutott ki             | nem jutott ki             | nem jutott ki             | nem jutott ki             | nem jutott ki             | 6.                        | 10                        | 0                         | 5                         | 5                         | 7                         | 19                        |
| 2006           | nem jutott ki             | nem jutott ki             | nem jutott ki             | nem jutott ki             | nem jutott ki             | nem jutott ki             | nem jutott ki             | nem jutott ki             | nem jutott ki             | 6.                        | 12                        | 2                         | 1                         | 9                         | 9                         | 25                        |
| 2010           | nem jutott ki             | nem jutott ki             | nem jutott ki             | nem jutott ki             | nem jutott ki             | nem jutott ki             | nem jutott ki             | nem jutott ki             | nem jutott ki             | 6.                        | 10                        | 1                         | 1                         | 8                         | 6                         | 22                        |
| 2014           | nem jutott ki             | nem jutott ki             | nem jutott ki             | nem jutott ki             | nem jutott ki             | nem jutott ki             | nem jutott ki             | nem jutott ki             | nem jutott ki             | 5.                        | 10                        | 4                         | 1                         | 5                         | 12                        | 13                        |
| 2018           | nem jutott ki             | nem jutott ki             | nem jutott ki             | nem jutott ki             | nem jutott ki             | nem jutott ki             | nem jutott ki             | nem jutott ki             | nem jutott ki             | 5.                        | 10                        | 2                         | 1                         | 7                         | 10                        | 26                        |
| 2022           | nem jutott ki             | nem jutott ki             | nem jutott ki             | nem jutott ki             | nem jutott ki             | nem jutott ki             | nem jutott ki             | nem jutott ki             | nem jutott ki             | 4.                        | 10                        | 3                         | 3                         | 4                         | 9                         | 20                        |
| 2026           | később                    | később                    | később                    | később                    | később                    | később                    | később                    | később                    | később                    | később                    | később                    | később                    | később                    | később                    | később                    | később                    |
| Összesen       |                           | 0/8                       | –                         | –                         | –                         | –                         | –                         | –                         | –                         | Összesen                  | 72                        | 13                        | 17                        | 42                        | 61                        | 142                       |

### Európa-bajnokság
| Európa-bajnokság | Európa-bajnokság          | Európa-bajnokság          | Európa-bajnokság          | Európa-bajnokság          | Európa-bajnokság          | Európa-bajnokság          | Európa-bajnokság          | Európa-bajnokság          | Európa-bajnokság          | Selejtezők                | Selejtezők                | Selejtezők                | Selejtezők                | Selejtezők                | Selejtezők                | Selejtezők                |
| Év               | Eredmény                  | H.                        | M                         | Gy                        | D                         | V                         | G+                        | G–                        | Keret                     | H.                        | M                         | Gy                        | D                         | V                         | G+                        | G–                        |
| ---------------- | ------------------------- | ------------------------- | ------------------------- | ------------------------- | ------------------------- | ------------------------- | ------------------------- | ------------------------- | ------------------------- | ------------------------- | ------------------------- | ------------------------- | ------------------------- | ------------------------- | ------------------------- | ------------------------- |
| 1960–1992        | A Szovjetunió része volt. | A Szovjetunió része volt. | A Szovjetunió része volt. | A Szovjetunió része volt. | A Szovjetunió része volt. | A Szovjetunió része volt. | A Szovjetunió része volt. | A Szovjetunió része volt. | A Szovjetunió része volt. | A Szovjetunió része volt. | A Szovjetunió része volt. | A Szovjetunió része volt. | A Szovjetunió része volt. | A Szovjetunió része volt. | A Szovjetunió része volt. | A Szovjetunió része volt. |
| 1996             | nem jutott ki             | nem jutott ki             | nem jutott ki             | nem jutott ki             | nem jutott ki             | nem jutott ki             | nem jutott ki             | nem jutott ki             | nem jutott ki             | 6.                        | 10                        | 1                         | 2                         | 7                         | 5                         | 17                        |
| 2000             | nem jutott ki             | nem jutott ki             | nem jutott ki             | nem jutott ki             | nem jutott ki             | nem jutott ki             | nem jutott ki             | nem jutott ki             | nem jutott ki             | 5.                        | 10                        | 2                         | 2                         | 6                         | 8                         | 15                        |
| 2004             | nem jutott ki             | nem jutott ki             | nem jutott ki             | nem jutott ki             | nem jutott ki             | nem jutott ki             | nem jutott ki             | nem jutott ki             | nem jutott ki             | 4.                        | 8                         | 2                         | 1                         | 5                         | 7                         | 16                        |
| 2008             | nem jutott ki             | nem jutott ki             | nem jutott ki             | nem jutott ki             | nem jutott ki             | nem jutott ki             | nem jutott ki             | nem jutott ki             | nem jutott ki             | 7.                        | 12                        | 2                         | 3                         | 7                         | 4                         | 13                        |
| 2012             | nem jutott ki             | nem jutott ki             | nem jutott ki             | nem jutott ki             | nem jutott ki             | nem jutott ki             | nem jutott ki             | nem jutott ki             | nem jutott ki             | 3.                        | 10                        | 5                         | 2                         | 3                         | 22                        | 10                        |
| 2016             | nem jutott ki             | nem jutott ki             | nem jutott ki             | nem jutott ki             | nem jutott ki             | nem jutott ki             | nem jutott ki             | nem jutott ki             | nem jutott ki             | 5.                        | 8                         | 0                         | 2                         | 6                         | 5                         | 14                        |
| 2020             | nem jutott ki             | nem jutott ki             | nem jutott ki             | nem jutott ki             | nem jutott ki             | nem jutott ki             | nem jutott ki             | nem jutott ki             | nem jutott ki             | 5.                        | 10                        | 3                         | 1                         | 6                         | 14                        | 25                        |
| 2024             | nem jutott ki             | nem jutott ki             | nem jutott ki             | nem jutott ki             | nem jutott ki             | nem jutott ki             | nem jutott ki             | nem jutott ki             | nem jutott ki             | 4.                        | 8                         | 2                         | 2                         | 4                         | 9                         | 11                        |
| Összesen         |                           | 0/9                       | –                         | –                         | –                         | –                         | –                         | –                         | –                         | Összesen                  | 76                        | 17                        | 15                        | 44                        | 74                        | 121                       |

### UEFA Nemzetek Ligája
| Csoportkör | Csoportkör | Csoportkör | Csoportkör | Csoportkör | Csoportkör | Csoportkör | Csoportkör | Csoportkör | Csoportkör | Csoportkör         | Csoportkör | Egyenes kieséses szakasz | Egyenes kieséses szakasz | Egyenes kieséses szakasz | Egyenes kieséses szakasz | Egyenes kieséses szakasz | Egyenes kieséses szakasz | Egyenes kieséses szakasz | Egyenes kieséses szakasz | Egyenes kieséses szakasz |
| Szezon     | Liga       | Csoport    | H          | M          | Gy         | D          | V          | G+         | G–         | Feljutás/kiesés    | Helyezés   | Év                       | Eredmény                 | M                        | Gy                       | D                        | V                        | G+                       | G–                       | Keret                    |
| ---------- | ---------- | ---------- | ---------- | ---------- | ---------- | ---------- | ---------- | ---------- | ---------- | ------------------ | ---------- | ------------------------ | ------------------------ | ------------------------ | ------------------------ | ------------------------ | ------------------------ | ------------------------ | ------------------------ | ------------------------ |
| 2018–19    | D          | 4.         | 2.         | 6          | 3          | 1          | 2          | 14         | 8          | (formátumváltozás) | 45.        | 2019                     | nem jutott be            | nem jutott be            | nem jutott be            | nem jutott be            | nem jutott be            | nem jutott be            | nem jutott be            | nem jutott be            |
| 2020–21    | C          | 2.         | 1.         | 6          | 3          | 2          | 1          | 9          | 6          | Növekedés          | 36.        | 2021                     | nem jutott be            | nem jutott be            | nem jutott be            | nem jutott be            | nem jutott be            | nem jutott be            | nem jutott be            | nem jutott be            |
| 2022–23    | B          | 1.         | 4.         | 6          | 1          | 0          | 5          | 4          | 17         | Csökkenés          | 31.        | 2023                     | nem jutott be            | nem jutott be            | nem jutott be            | nem jutott be            | nem jutott be            | nem jutott be            | nem jutott be            | nem jutott be            |
| 2024–25    | C          |            |            |            |            |            |            |            |            |                    |            | 2025                     | nem jutott be            | nem jutott be            | nem jutott be            | nem jutott be            | nem jutott be            | nem jutott be            | nem jutott be            | nem jutott be            |
| Összesen   | Összesen   | Összesen   | Összesen   | 18         | 7          | 3          | 8          | 27         | 31         |                    |            |                          | 0/4                      | –                        | –                        | –                        | –                        | –                        | –                        |                          |

## Válogatottsági rekordok
Az adatok 2016. november 11. állapotoknak felelnek meg.
- A még aktív játékosok félkövérrel vannak megjelölve.

### Legtöbbször pályára lépett játékosok

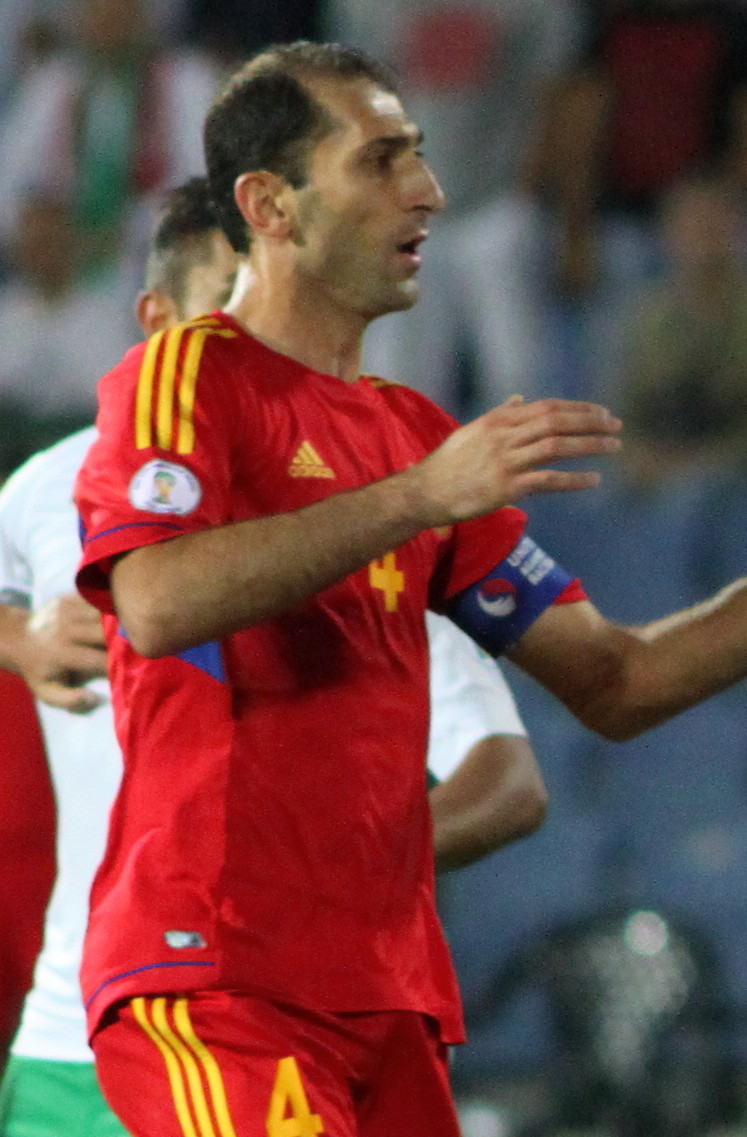
Szarkisz Hovszepjan a válogatottsági rekorder 132 mérkőzéssel.

| #  | Játékos             | Mérkőzés | Gólok | Időszak   |
| -- | ------------------- | -------- | ----- | --------- |
| 1  | Szarkisz Hovszepjan | 132      | 2     | 1992–2012 |
| 2  | Roman Berezovszkij  | 94       | 0     | 1996–2015 |
| 3  | Robert Arzumanján   | 74       | 5     | 2005–2015 |
| 4  | Artur Petroszján    | 69       | 11    | 1992–2004 |
| 5  | Harutjun Vardanján  | 62       | 1     | 1994–2004 |
| 6  | Henrih Mhitarján    | 61       | 19    | 2007—     |
| 7  | Hamlet Mhitarján    | 56       | 2     | 1994–2008 |
| 8  | Romik Hacsatrján    | 54       | 1     | 1997–2008 |
| 8  | Marcos Pizzelli     | 54       | 9     | 2008—     |
| 10 | Armen Sahgeldján    | 53       | 6     | 1992–2007 |

### Legtöbb gólt szerző játékosok

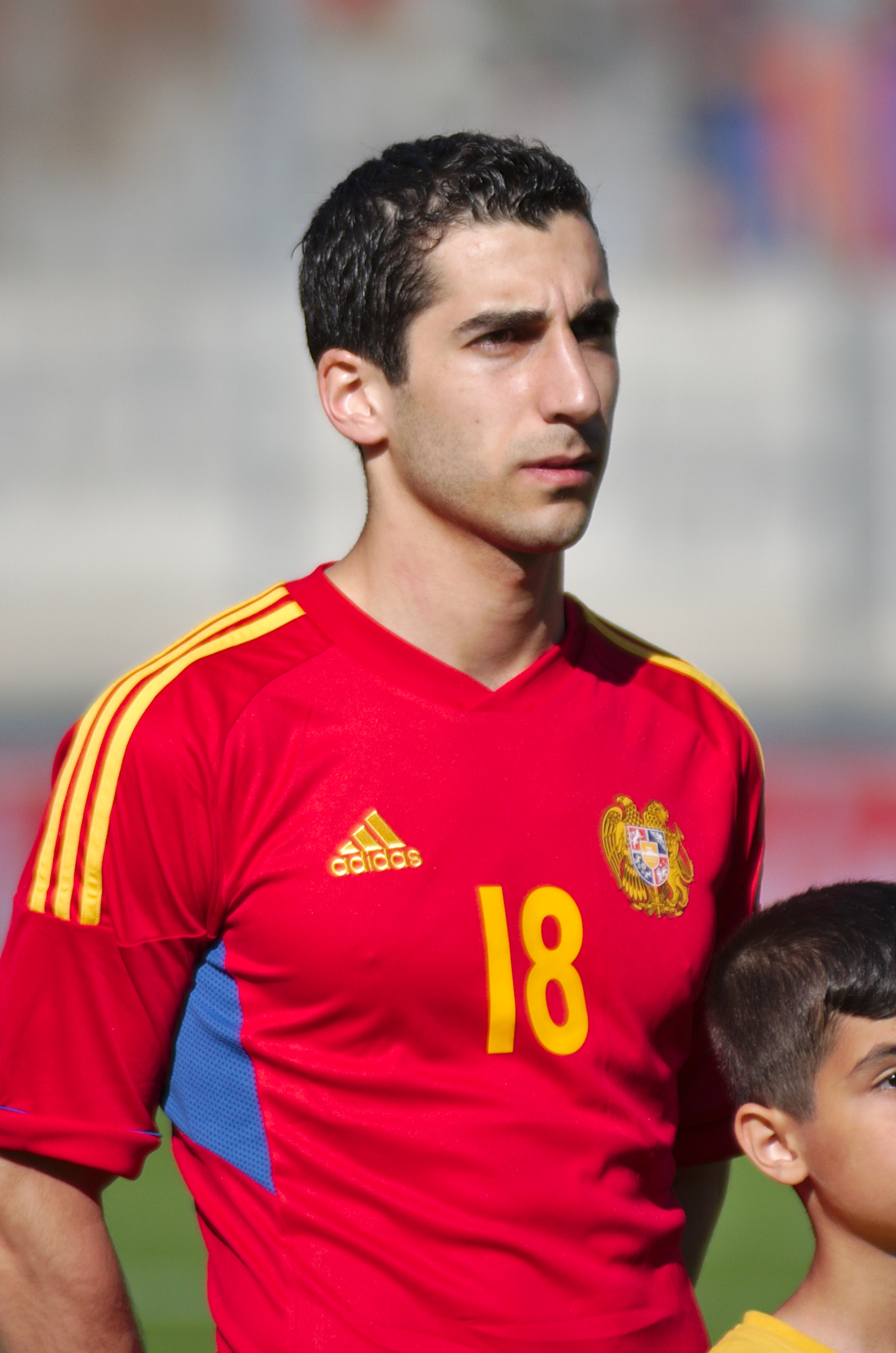
Henrih Mhitarján 19 góllal az örmény válogatott legeredményesebb játékosa.

| # | Játékos           | Gólok | Mérkőzés | Időszak   |
| - | ----------------- | ----- | -------- | --------- |
| 1 | Henrih Mhitarján  | 19    | 61       | 2007—     |
| 2 | Artur Petroszján  | 11    | 69       | 1992–2004 |
| 3 | Jura Movsziszján  | 10    | 35       | 2010—     |
| 3 | Gevorg Gazarján   | 10    | 52       | 2007—     |
| 5 | Edgar Manucsarján | 9     | 50       | 2004—     |
| 5 | Marcos Pizzelli   | 9     | 54       | 2008—     |
| 7 | Ara Hakobján      | 7     | 42       | 1998–2008 |
| 8 | Armen Sahgeldján  | 6     | 53       | 1992–2007 |
| 9 | Arman Karamján    | 5     | 49       | 2000–2010 |
| 9 | Robert Arzumanján | 5     | 74       | 2005–2015 |
| 9 | Artur Szarkiszov  | 5     | 36       | 2011—     |

### Ismert játékosok
- Szarkisz Hovszepjan
- Arman Karamjan
- Artur Petroszjan
- Albert Szarkiszkjan

## Lásd még
- Örmény U21-es labdarúgó-válogatott
- Örmény női labdarúgó-válogatott